# Cagnoute Ebrouaye
Cagnoute Ebrouaye est un village du Sénégal situé en Basse-Casamance. Il fait partie de la communauté rurale de Mlomp, dans l'arrondissement de Loudia Ouoloff, le département d'Oussouye et la région de Ziguinchor.
Lors du dernier recensement (2002), le village comptait 323 habitants et 45 ménages.